# Strangalomorpha multiguttata
Strangalomorpha multiguttata är en skalbaggsart som först beskrevs av Maurice Pic 1914.  Strangalomorpha multiguttata ingår i släktet Strangalomorpha och familjen långhorningar. Inga underarter finns listade i Catalogue of Life.